# Hénon-Abbildung

Hénon-Abbildung für die Parameter a=1,4 und b=0,3: hufeisenförmiges Gebilde

Der französische Astronom Michel Hénon fand die folgende zweidimensionale Abbildung, die sogenannte Hénon-Abbildung, die aus einer Vereinfachung der zur Lorenz-Gleichung gehörenden Poincaré-Abbildung hergeleitet wurde. Die Lorenz-Gleichung stammte ursprünglich aus der Meteorologie und war eines der ersten dynamischen Systeme, in denen man chaotisches Verhalten gefunden hat. Die Hénon-Abbildung wird beschrieben durch:
{\displaystyle {\begin{matrix}x_{n+1}=1+y_{n}-ax_{n}^{2}\\y_{n+1}=bx_{n}\end{matrix}}}
mit {\displaystyle a>0,0\leq b\leq 1}. Hierbei sind a und b die Kontrollparamenter des Systems.
Die Hénon-Abbildung setzt sich aus insgesamt drei Elementarabbildungen {\displaystyle Abb_{k}} mit k=1,2,3 zusammen:
- nichtlineare Verbiegung der y-Koordinate: {\displaystyle Abb_{1}(x,y)=(x,1+y+ax^{2})},
- Kontraktion der x-Koordinate: {\displaystyle Abb_{2}(x,y)=(bx,y)} für 0<b<1,
- Spiegelung an der Hauptdiagonalen y=x: {\displaystyle Abb_{3}(x,y)=(y,x)}.

Es sei noch erwähnt, dass eine weitere wichtige Eigenschaft dieser Abbildung die Selbstähnlichkeit ist. In einfachen Worten ausgedrückt versteht man darunter eine fraktale Vergrößerung eines beliebigen Teilbereichs, der wieder seinem Anfangsobjekt ähnlich ist. Der Attraktor der Hénon-Abbildung ist ein seltsamer Attraktor.